# Oncideres laceyi
Oncideres laceyi là một loài bọ cánh cứng trong họ Cerambycidae.